# 우리들은 그 노래를 알고 있다
《우리들은 그 노래를 알고 있다》(프랑스어: On connaît la chanson)는 1997년 개봉한 프랑스의 코미디 뮤지컬 영화이다. 알랭 레네가 감독을, 아녜스 자우이와 장피에르 바크리가 각본과 주연을 맡았다. 1998 세자르상 작품상 수상작이다.